# أفلح بن يسار
أبو عطاء أفلح بن يسار السندي (؟ - +180هـ/+796م) شاعر عربي مُخضرَم، تعود أصوله إلى السند، شهد العصر الأموي والعصر العباسي الأوَّل، اشتهر بهجائه لبني هاشم وانتصاره لبني أُمَيَّة.

## سيرته
ولد أفلح بن يسار في السند، وتاريخ ميلاده غير معروف، ثُمَّ انتقل بصحبة والده إلى مدينة الكوفة، وفيها نشأ، ومن المؤكَّد أنه عاصر الدولتين الأمويَّة والعباسيَّة. لم يكن أباه يجيد العربية، وهو في الأصل مولى بني أسد، وعلى الأرجح مملوك عنبر بن سماك الأسدي. كان أفلح أسود البشرة، ويسوءه أن يُعيِّره أحد بلونه، وما أن تحسَّنت أحواله المادِّية كاتب مواليه لقاء أربعة ألآف درهم. أفلح بن يسار شاعر مطبوع، حاضر الذهن قوي البديهة، اشتهر بهجائه لبني هاشم وانتصاره لبني أُمَيَّة. لم يقدر أفلح بن يسار على رواية شعره بنفسه، بسبب لثغة ولكنة شديدتين في حديثه، لذا تبنَّى صبياً سمَّاه عطاء حتى يروي أشعاره، ومنه أخذ كنيته. حارب أفلح بن يسار ضُدَّ العباسيين في المُسوِّدة، وقُتِل صبيه عطاء في هذه المعركة، وبعد أن استولى العباسيون على الحكم امتدح أبا العباس السفاح ومن بعده أبا جعفر المنصور، ولمَّا تجاهله العباسيون بسبب تقاربه مع الأمويين سابقاً هجاهم أفلح ورثى الأمويين. توفِّي أفلح بن يسار في خلافة أبي جعفر المنصور، ولا يُعرَف تاريخ وفاته بالتحديد، وقِيل أيضاً أنَّه تُوفِّي بعد خلافة المنصور بقليل، وذكر ابن شاكر أنَّه تُوفِّي بعد المائة والثمانين من الهجرة.